# Brucina
La brucina (o 2,3-dimetossistricnina) è un alcaloide molto simile alla stricnina. 
A temperatura ambiente si presenta come un solido bianco inodore. È un composto molto tossico, pericoloso per l'ambiente, estratta da piante quali la Strychnos ignatii (fava di Sant'Ignazio) o la Strychnos nux-vomica (noce vomica).
L'intossicazione avviene per inalazione o ingestione; provoca irritazione meccanica. La sostanza può determinare effetti sul sistema nervoso e sugli occhi, causando convulsioni e paralisi respiratoria. L'esposizione può portare alla morte.
Viene detto che la sostanza è anche cardiotossica e non rilascia metaboliti nel corpo.
In ambito chimico, è utilizzata per la sintesi di composti asimmetrici.

## Storia
La brucina è stata individuata per la prima volta nel 1819 da Pelletier e Caventou nella corteccia della Strychnos nux-vomica. Anche se la sua struttura è stata determinata molto più tardi, la sua somiglianza con la stricnina è stata intuita nel 1884 quando il chimico Hanssen convertì queste due sostanze nella stessa molecola.

## Tossicità
La dose letale per un adulto è stimata ad 1 g di sostanza. In altri animali, la dose LD50 varia considerevolmente.
| Animale  | Somministrazione | LD50     |
| -------- | ---------------- | -------- |
| Topo     | Orale            | 1 mg/kg  |
| Topo     | Ipr              | 91 mg/kg |
| Coniglio | Orale            | 4 mg/kg  |

### Meccanismo di azione
Il meccanismo di azione della brucina ricorda da vicino quello della stricnina. Agisce come antagonista sui recettori per la glicina e paralizza i neuroni inibitori. 
La glicina si lega ai recettori sui neuroni inibitori per esaurire il potenziale d'azione. Il potenziale esaurito provoca un afflusso di ioni cloruro nel neurone, cambiando la sua polarità su quella di riposo. Anche la brucina si lega a questi recettori ma non causa l'ingresso degli ioni cloruro. La tossicità della brucina deriva dal fatto che stabilisce un'inibizione enzimatica irreversibile quindi successivamente la glicina non può più legarsi su questi recettori. 

### Identificazione e trattamento
Storicamente la brucina è distinta dalla stricnina tramite l'addizione di acido cromico in H2SO4 dato che non dà le varie colorazioni caratteristiche della stricnina.
Oggi l'intossicazione da brucina è molto rara, e di solito compare solo se ingerita con la stricnina. Sintomi dell'intossicazione sono spasmi muscolari, convulsioni, rabdomiolisi e insufficienza renale acuta. La brucina può essere individuata tramite HPLC-MS.

## Applicazioni

### Chimica
Essendo una larga voluminosa molecola chirale, la brucina è ampiamente utilizzata nella risoluzione chirale, come agente di risoluzione per composti racemici. Fisher la riporta come agente di risoluzione nel 1899, ed è il primo organocatalizzatore naturale utilizzato in una reazione di arricchimento chirale da Marckwald, nel 1904. Il suo sale di bromuro è stato usato come fase stazionaria nell'HPLC poiché trattiene selettivamente solo uno dei due enantiomeri anionici di un composto. È utilizzata anche nella distillazione frazionata con acetone per separare acidi grassi come il diaril-carbinolo.

### Medicina
Anche se la brucina ha un potere antitumorale per il carcinoma epatocellulare e il cancro al seno, la dose massima somministrabile è molto bassa e quindi il suo utilizzo per il trattamento del cancro è piuttosto limitato.
La brucina è utilizzata anche nella medicina tradizionale cinese come agente analgesico e anti-infiammatorio, ma anche in prodotti omeopatici e ayurvedici.

### Denaturazione dell'alcool
La brucina è un prodotto molto utilizzato per le sue caratteristiche nella denaturazione dell'alcool.

## Riferimenti culturali
Una delle menzioni più famose della brucina è quella che compare ne Il conte di Montecristo, il romanzo dell'autore francese Alexandre Dumas. In una discussione sul mitridatismo, Montecristo dice:
"Supponete che questo veleno sia la brucina, per esempio, e che ne prendiate un millesimo di grammo il primo giorno, due il secondo e così via... Ebbene, dopo 10 giorni ne prenderete un centigrammo, dopo 20 ne prenderete tre centigrammi, vale a dire una dose che sopporterete senz'alcun inconveniente, e che sarebbe pericolosissima per un'altra persona che non avesse prese le stesse cautele; infine dopo un mese, bevendo nello stesso bicchiere, voi ammazzereste una persona che beva di quest'acqua, con voi. Vi accorgerete solo da un piccolo malessere che c'era una sostanza velenosa mescolata all'acqua."
La brucina è menzionata anche nella versione del 1972 del film Professione: assassino dove il killer Steve McKenna tradisce il suo mentore Arthur Bishop usando una coppa di vino corretta con della brucina, lasciando Bishop a morire in un apparente attacco di cuore.